# Дискомфорт
Дискомфо́рт — відсутність комфорту, незручність, невигода, несприятливість; порушення або відсутність належних умов, потрібних для нормальної життєдіяльності організму, виконання певної роботи тощо.
У медицині під дискомфортом розуміють незвичні та неприємні відчуття, пов'язані із діяльністю якого-небудь органу чи системи організму, які можуть свідчити про його дисфункцію.
У психології дискомфорт розглядають як душевну незадоволеність, пригніченість, викликану якими-небудь обставинами.